# Bavarian Auto Group
La Bavarian Auto Group è un'azienda egiziana affiliata al gruppo BMW che si occupa della produzione, distribuzione e assistenza di vetture BMW nei paesi emergenti. Inoltre commercializza in Egitto il marchio cinese Brilliance.
Attiva come distributore dal 2003, l'anno successivo ha iniziato anche l'assemblaggio in loco delle auto ed è attualmente attiva con uno stabilimento a Città del 6 ottobre dove vengono prodotte le BMW Serie 3, Serie 5, Serie 7 e X3 oltre che la Brilliance Galena.